# Annapoort
De Annapoort of Zakkendragerspoort was een stadspoort in de Zuid-Hollandse stad Dordrecht. De poort stond aan de Hooikade langs de Oude Maas en vormde de afsluiting van de Mazelaarsstraat.
De Annapoort werd gebouwd in 1652, tegelijk met haar tweelingzus, de nog bestaande Catrijnepoort, aan het andere eind van de Hooikade. Ze werden gebouwd na het graven van het Maartensgat en de aanleg van het omliggende terrein. Het waren sierpoorten en hadden geen defensieve functie. De Annapoort is in 1869 afgebroken.
De oudste vermelding van de naam Annapoort stamt uit 1690 in de zinsnede "tusschen de Anna en Caterijna poordt aan de buyten-kaye". In 1774 is sprake van de "St. Anna Poort", maar het is onwaarschijnlijk dat in het protestantse Dordrecht de poort de naam droeg van de heilige Anna, die volgens de traditie de moeder van Maria was. Mogelijk is de poort vernoemd naar Anna van den Corput, de vrouw van burgemeester Jacob de Witt, maar dit is slechts een vermoeden.
De poort werd in de 17e eeuw ook "Mazelaars poort" (1677) of "Sackendragers poordt" (1689) genoemd. Deze beide namen verwezen naar de zakkendragers of mazelaars (een toespeling op de Maas) die vlakbij hun gebouw hadden (Mazelaarsstraat 2).

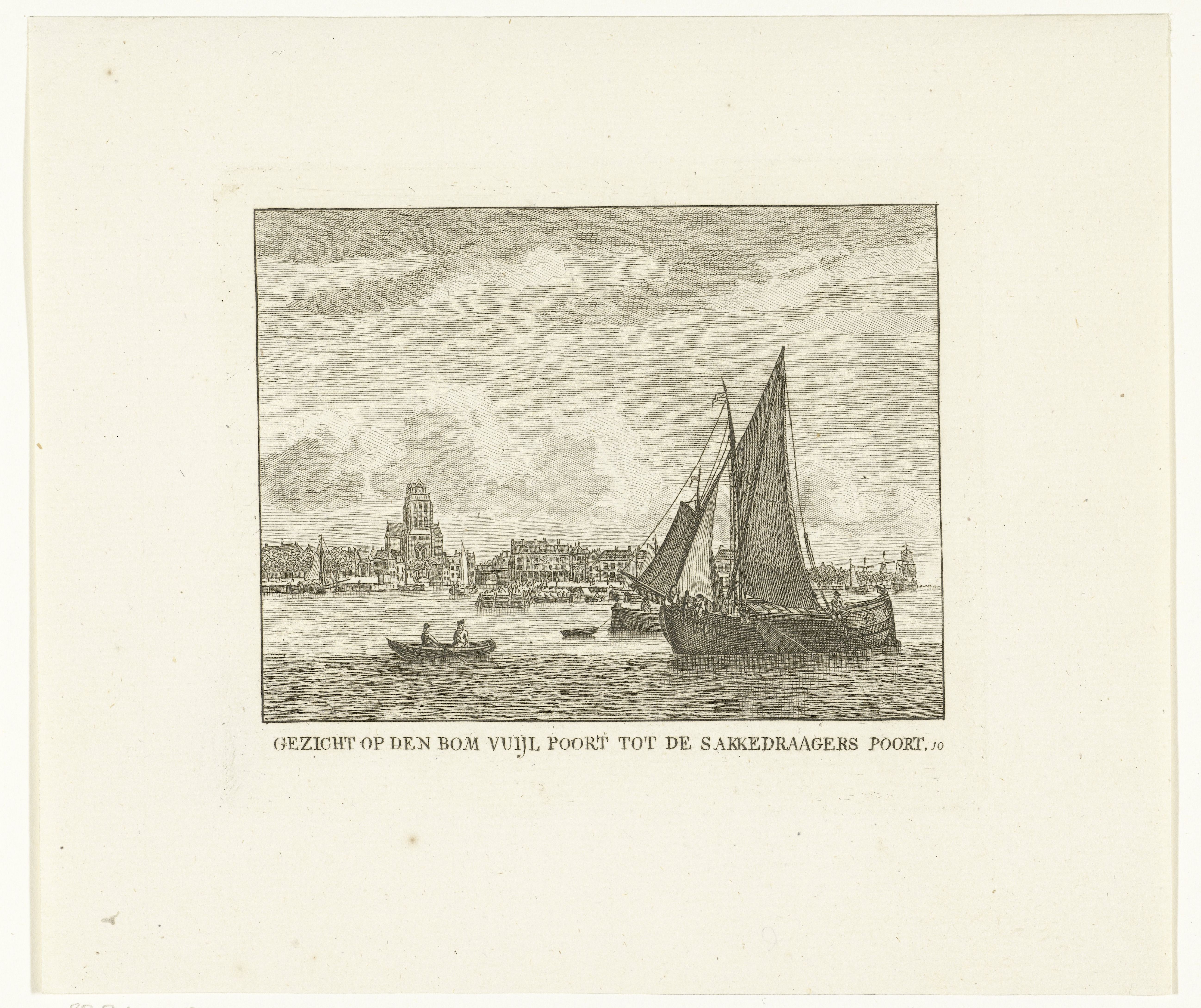
Carel Frederik Bendorp, Gezicht op de Bomhaven met links de Annapoort, ets, 1803, Rijksmuseum Amsterdam